# Petrophora binaevata
Petrophora binaevata is een vlinder uit de familie spanners (Geometridae). De wetenschappelijke naam is voor het eerst geldig gepubliceerd in 1869 door Mabille.
De soort komt voor in Europa.